# Чёрный, Антон Владимирович
Антон Владимирович Чёрный (род. 30 июня 1982, Вологда) — русский писатель, поэт, переводчик, литературовед.

## Биография
Родился в 1982 году в Вологде. Учился на филологическом факультете ВГПУ по специальности «русский и немецкий языки» и в СПбГУПТД по специальности «издательское дело». Первые публикации стихов в региональной периодике относятся к 1996—1999 годам. В 2001—2009 годах выпустил несколько стихотворных брошюр, стал призёром литературных конкурсов, основал и проводил в Вологде фестиваль «Плюсовая поэзия». В 2009 году выпустил сборник «Стихи», публиковался в журналах «Новый мир», «День и ночь», «Арион», «Октябрь», «Дети Ра» и других изданиях. Выступал как литературный критик, статья А. Чёрного «Консервативный манифест» вызвала оживленную полемику в литературной среде и была номинирована на Премию журнала «Урал» как одна из лучших публикаций 2011 года.
В 2013 году удостоен диплома Волошинского Конкурса за рукопись поэтической книги «Зелёное ведро», которая позднее вышла в издательстве «Воймега». Там же в 2020 году вышла его книга стихотворений «Путеводитель», написанная по следам путешествия в США в 2015—2018 годах. Стихотворения 2019—2023 годов вышли в книге «Повременим». В 2016 году в журнале «Урал» дебютировал как прозаик с публикацией повести «Лето всегда кончается»; в 2019 году вышло её продолжение. Очерки о жизни в Америке собраны автором в книге «Занимательный Лос-Анджелес» (М., 2022).
Состоит в Союзе российских писателей (с 2004) и Союзе переводчиков России (с 2012).

## Переводческая деятельность
С 2000 года занимается переводом. Переводил с английского, затем занялся немецкой поэзией XX века. В переводах А. Чёрного опубликованы Август Штрамм, Эрнст Бласс, Уве Ламмла, Детлев фон Лилиенкрон, Якоб ван Годдис, Макс Герман-Найссе, Георг Тракль, Альфред Маргул-Шпербер и др. В 2010 году по итогам работы переводческого семинара Форума молодых писателей России был представлен к стипендии Министерства культуры РФ за рукопись перевода сборника Георга Гейма.
В 2011 году выпустил в издательстве «Водолей» том избранных произведений Гейма. Издание приурочено к столетию со дня гибели поэта и включало в себя первый полный поэтический перевод на русский язык книги Гейма «Вечный день» и поэтического цикла «Марафон», а также переводы избранных стихотворений 1910—1912 гг.. Книга встретила одобрение критики. В переводах А. Чёрного также опубликована проза Г. Гейма.
В 2016 году основал многотомную серию «Поэты первой мировой». Первым её выпуском стала антология «Поэты Первой мировой. Германия, Австро-Венгрия». В 2019 году серия была продолжена томом «Поэты Первой мировой. Британия, США, Канада». Авторский коллектив серии в 2019 году был отмечен специальным дипломом премии «Anthologia» журнала «Новый мир».
А. Чёрный участвовал в работе онлайн-антологии «Век перевода» как один из её администраторов (сост. Е. Витковский). В 2013 году основал «Общество Георга Гейма» (Georg Heym Gesellschaft), некоммерческий интернет-проект, чьими целями являются «исследование и перевод наследия выдающегося немецкого поэта Георга Гейма (1887—1912), а также популяризация и исследование немецкого XX века в отражении поэтов-современников».
В 2020—2021 годах работал в качестве переводчика и сопродюсера над серией фильмов-интервью «Онлайн-портреты современных немецких поэтов», выпущенной Гёте-Институтом в рамках Года Германии в России. По материалам фильмов вышли публикации стихотворений Дурса Грюнбайна и Марион Пошманн. В 2024 году опубликовал в своём переводе роман Эдлефа Кёппена «Фронтовая сводка».

## Научная деятельность
Основные сферы научных интересов: история немецкой литературы XX века, поэзия экспрессионизма, теория и история художественного перевода. С 2024 года — научный сотрудник ИМЛИ РАН (отдел литератур Европы и Америки новейшего времени). Автор ряда публикаций о творчестве Георга Гейма, истории литературы экспрессионизма, проблемах художественного перевода. В составе редколлегии участвовал в подготовке коллективных монографий ИМЛИ РАН, посвящённых антологии «Сумерки человечества», немецкоязычной прозе XXI века.